# Fischeria blepharopetala
Fischeria blepharopetala là một loài thực vật có hoa trong họ La bố ma. Loài này được S.F.Blake mô tả khoa học đầu tiên năm 1919.